# Іто Сугуру
Сугуру Іто (яп. 伊藤 卓, нар. 7 вересня 1975, Префектура Акіта) — японський футболіст, що грав на позиції півзахисника.
Виступав, зокрема, за клуб «Нагоя Грампус», а також молодіжну збірну Японії.
Володар Кубка Імператора. Володар Суперкубка Японії. 

## Клубна кар'єра
У дорослому футболі дебютував 1996 року виступами за команду клубу «Нагоя Грампус», в якій провів три сезони, взявши участь у 17 матчах чемпіонату. 
Згодом з 1999 по 2000 рік грав у складі команд клубів «Кіото Санга» та «Вегалта Сендай».
Завершив професійну ігрову кар'єру у клубі «Сьонан Бельмаре», за команду якого виступав протягом 2001 року.

## Виступи за збірну
1995 року залучався до складу молодіжної збірної Японії. У її складі був учасником молодіжного чемпіонату світу 1995 року.

## Титули і досягнення
- Володар Кубка Імператора (1):

«Нагоя Грампус»: 1999
- Володар Суперкубка Японії (1):

«Нагоя Грампус»: 1996